# Федяево (Ивановская область)
Федяево — деревня в Вичугском районе Ивановской области. Входит в состав Сошниковского сельского поселения.

## География
Находится в северо-восточной части Ивановской области на расстоянии приблизительно 2 км на восток по прямой от районного центра города Вичуга.

## История
В 1872 году здесь (тогда деревня Кинешемского уезда Костромской губернии) было учтено 37 дворов, в 1907 году —51.

## Население
Постоянное население составляло 198 человек (1872 год), 172 (1897), 251 (1907), 44 в 2002 году (русские 98 %), 33 в 2010.